# Sacesphorus maculatus
Sacesphorus maculatus is een hooiwagen uit de familie Assamiidae.